# Nikolaj Genadijevič Basov
Nikolaj Genadijevič Basov (rusko Никола́й Генна́диевич Ба́сов), ruski fizik, * 14. december 1922, Usman, Tambovska gubernija, Sovjetska zveza (sedaj Lipecka oblast, Rusija), † 1. julij 2001, Moskva, Rusija.
Basov je leta 1964 skupaj s Townesom in Prohorovom prejel Nobelovo nagrado za fiziko »za temeljno delo na področju kvantne elektronike, ki je pripeljalo do izdelave oscilatorjev in ojačevalnikov na osnovi načel maserja in laserja.«
Med drugim je bil član Evropske akademije znanosti in umetnosti.